# Coloborhynchus
Coloborhynchus é um gênero de pterossauro pterodactilóide pertencente à família Anhangueridae, embora também tenha sido recuperado como membro dos Ornithocheiridae em alguns estudos. Coloborhynchus é conhecido do Cretáceo Inferior da Inglaterra (andar Valanginiano, há 140 a 136 milhões de anos), e dependendo de quais espécies estão incluídas, possivelmente dos andares Albiano e Cenomaniano (há 113 a 93,9 milhões de anos) também. Coloborhynchus já foi pensado para ser o maior pterossauro dentado conhecido, no entanto, um espécime do Tropeognathus intimamente relacionado agora é pensado para ter uma envergadura maior.